# Randal Grichuk
Randal Alexander Grichuk (né le 13 août 1991 à Rosenberg, Texas, États-Unis) est un voltigeur des Diamondbacks de l'Arizona de la Ligue majeure de baseball.

## Carrière

### Cardinals de Saint-Louis
Randal Grichuk est un choix de première ronde des Angels de Los Angeles en 2009. Il joue 5 saisons en ligues mineures dans l'organisation des Angels. En 2013, ses aptitudes défensives sont récompensées alors qu'il reçoit le Gant doré des ligues mineures pour un joueur de champ droit. 
Le 22 novembre 2013, les Angels échangent aux Cardinals de Saint-Louis Grichuk et un autre voltigeur, Peter Bourjos, en retour du joueur de troisième but David Freese et du lanceur droitier Fernando Salas. Grichuk gradue pour la première fois en 2014 au niveau Triple-A des ligues mineures. Obtenant rapidement son premier rappel, il fait ses débuts dans le baseball majeur avec Saint-Louis le 28 avril 2014. Il réussit son premier coup sûr dans les majeures le 29 avril aux dépens du lanceur Kyle Lohse des Brewers de Milwaukee, et son premier coup de circuit le 7 juin suivant contre Mark Buehrle des Blue Jays de Toronto. Il termine la saison régulière avec 3 circuits, 8 points produits et une moyenne au bâton de 245 en 47 matchs. Le 3 octobre 2014, il frappe un circuit contre Clayton Kershaw à son premier passage au bâton en séries éliminatoires.
Grichuk évolue 4 saisons pour Saint-Louis.

### Blue Jays de Toronto
Le 19 janvier 2018, les Cardinals échangent Grichuk aux Blue Jays de Toronto contre les lanceurs droitiers Dominic Leone et Conner Greene.
Le 30 mars 2018, à son deuxième match avec sa nouvelle équipe, il réussit son premier coup de circuit avec sa nouvelle équipe contre Masahiro Tanaka des Yankees de New York.